# Claude Chamaken
Claude Gastien Chamaken, né le 18 mai 1998 à New York est un athlète camerounais spécialiste du lancer de javelot,.

## Carrière sportive
Claude Chamaken a acquis sa première expérience internationale en 2018 lors des Championnats d'Afrique à Asaba (Nigéria), où il a terminé septième avec une distance de 68,63 m, battant ainsi sa performance de l'année précédente de 62,98 m à Yaoundé (Cameroun). Il participe ensuite aux Jeux africains de Rabat (Maroc) où il améliore son record national à 71,44 m ce qui le place à la cinquième place, avant de terminer onzième aux Jeux mondiaux militaires de Wuhan (Chine) avec un lancer de 68,27 m.
En 2019, Claude Chamaken est devenu champion du Cameroun au lancer du javelot.

## Progression
- 2017 : Le 11 Juin à Yaoundé avec une performance de 62.98 m
- 2018 : Le 05 Août au Stade Stephen Keshi à Asaba ave une performance de 68.63 m
- 2019 : Le 30 Août au Complexe Sportif Prince Moulay Abdellah à Rabat avec un record de 71.44 m
- 2020 : Le 17 Octobre à Yaoundé avec une performance de 60.31 m
- 2021 : Le 16 Mai à Yaoundé avec une performance de 61.87 m
- 2022 : Le 23 Mars au Stade de la Réunification de Bepanda à Douala avec une performance de 63.27 m
- 2023 : Le 18 Février au Stade de la Réunification de Bepanda à Douala avec une performance de 54.65 m

## Médailles
| Année | Compétition                           | Médaille      | Discipline        | Pays     | Performance |
| ----- | ------------------------------------- | ------------- | ----------------- | -------- | ----------- |
| 2015  | Championnats du Cameroun d’athlétisme | Médaille d'Or | Lancer de Javelot | Cameroun | 62.33       |
| 2016  | Championnats du Cameroun d’athlétisme | Médaille d'Or | Lancer de Javelot | Cameroun | 48.95       |
| 2017  | Championnats du Cameroun d’athlétisme | Médaille d'Or | Lancer de Javelot | Cameroun | 62.16       |
| 2018  | Championnats du Cameroun d’athlétisme | Médaille d'Or | Lancer de Javelot | Cameroun | 62.15       |
| 2019  | Championnats du Cameroun d’athlétisme | Médaille d'Or | Lancer de Javelot | Cameroun | 57.69       |
| 2021  | Championnats du Cameroun d’athlétisme | Médaille d'Or | Lancer de Javelot | Cameroun | 61.81       |